# Liste de jeux Thomson MO et TO
Ceci est une liste de jeux pour ordinateurs Thomson de la gamme MOTO : MO5 ou MO5E, MO6 ou MO5NR ou Olivetti Prodest PC128 (version italienne du MO6), TO7, TO7/70, TO8 ou TO8D, TO9, TO9+. Les jeux sont présentés par ordre alphabétique ; le mot « pack » signale une compilation ou une offre groupée.
- Haut – A
- B
- C
- D
- E
- F
- G
- H
- I
- J
- K
- L
- M
- N
- O
- P
- Q
- R
- S
- T
- U
- V
- W
- X
- Y
- Z

## 0-9
- 1000 Bornes
- 1789
- 1815
- 20000 avant J.C.
- 3D Fight
- 3D Sub
- 5e Axe, Le
- 7 Magiciens, Les

## A
- Aquanaute
- Affaire en Or, Une
- Affaire Vera Cruz, L'
- Affaire Sydney, L'
- Aigle d'or, L'
- Air Attack
- Airbus
- Alienator
- America's Cup
- Androïdes (voir à Lode Runner)
- Arche du Captain Blood, L'
- Arkanoid
- Arnold (Clone de Nibbler (par Titus))
- Arsène Lapin
- Astérix et la Potion magique
- Astérix chez Rahàzade
- Atlantis
- Atomik
- Aux origines de la VIE
- Avenger

## B
- Bactron
- Bad Max
- Balade en ballon
- Barry McGuigan champion du monde de boxe
- Balthazar
- Beach-Head
- Bidul
- Bivouac
- Blitz!
- Blitz Krieg
- Blue Star
- Blue War
- Blueberry : Le Spectre aux balles d'or
- Bob Morane Chevalerie I
- Bob Morane Jungle
- Bob Morane Science-Fiction
- Bob Winner
- Bobo
- Bowling fou
- Brain Power
- Breaker
- Brigade du feu
- Buds
- Bumper world
- Business +

## C
- Cap sur Dakar
- Cap Horn
- Categ/oric
- Cavernes de Thénèbé, Les
- Challenge
- Challenge Voile
- Chasseur Oméga
- Château de la mort, Le
- Château noir et dragons rouges
- Chevaliers de l'An Mil, Les
- Chicago 90
- Chiffres et des lettres, Des
- Choplifter
- Club de football
- Cobra
- Coliseum
- Coloric
- Compte est rond, Le
- Contrôle aérien
- Coq Inn
- Crazy Cars
- Crépuscule du Naja, Le
- Crocky 2
- Crypto[1]
- Crystann
- Cyberlab
- Cyrus Echecs

## D
- Dakar 4x4
- Dakar Moto
- Démineur
- Demonia
- Dianne, Mission Rubidiums
- Dieux de la glisse, Les
- Dieux de la mer, Les
- Dieux du Stade, Les
- Dieux du Stade II, Les
- Dom Camillo
- Dossier Boerhaave
- Draughts (Jeu de dames américains)
- Duel 2000
- Duel au Colorado

## E
- Echo[1]
- Einstein 1
- Eliminator
- Empire
- Enduro Racer
- Energic
- Enigmatika
- Enquêtes de M. Théophile, Les
- Entropie
- Envahisseurs/Invaders (voir à Space Invaders)
- Erébus
- Évadé de Tapiocatraz, L'

## F
- F15 Strike Eagle
- Fantôme City
- F.B.I.
- Félonies
- Flash Point
- Fish
- Flipper
- Formule 1
- Football
- Fox

## G
- Game Over
- Garden Party
- Gémini[2]
- Geste d'Artillac, La
- Glouton
- Glouton (version Titus Interactive, clone de Pac-Man)
- Graal
- Grand Prix 500cc
- Grand Siècle
- Gravitron
- Green Beret

## H
- Hacker

- Héritage : Panique à Las Vegas, L' (ou Las Vegas ou L'Héritage)
- Héritage: Mic Mac en Écosse, L' (ou L'Héritage II)
- Histoire de théâtre

- HMS Cobra

(ou HMS Cobra : Convois pour Mourmansk)

## I
- I.L. l'intrus
- Imperialis
- Indiana Thom
- Intox et Zoé
- Inspecteur Gadget
- Invasion
- Isabelle et le dragon
- Island
- Iznogoud

## J
- James Debug dans Le Mystère de l'île perdue
- James Debug : Le Grand Saut
- James Debug : Le Mystère de Paris
- Judoka
- Jump for Survival (ou Frogs: Jump for Survival)
- Jungle Hero

## K
- Kanicula
- Karaté
- Keep Yourself Alive
- Khronos
- Kidkit (pack)
- Krakout
- Kung Fou

## L
- Légende
- Lemmings
- Loadstar
- Lorann
- Logicode[1]
- Lucky Luke : Nitroglycérine

## M
- Macadam Bumper
- Mach 3
- Maddog
- Magic
- Malédiction de Thaar, La
- Maléfice des Atlantes, Le
- Mandragore
- Marche à l'ombre
- Marque jaune, La
- Masque
- Masque du Graille, Le
- Maxi Bourse International
- Mégawatt
- Mélimémot
- Menace sur l'Arctique
- Météo-7
- Meurtres en série
- Meurtres sur l'Atlantique
- Méwilo
- MGT (ou Magnetik Tank)
- Micro-Scrabble
- Millionnaire, Le
- Mine aux diamants, La
- Miner 2049er
- Minotaure 3D
- Mission
- Mission pas possible
- Mission U-72
- Mission Delta
- Missions en Rafale
- Mon Général
- Monopolic
- Monopoly
- Monster Mine
- Monte-Carlo
- Murflip
- Mutants, Les
- Mystère de Ming-Fonko, Le

## N
- Nessy
- Nuit des Templiers, La
- Numéro 10
- Numéro 10 : Mexico 86

## O
- Océania
- Octogonus
- OK Cow-Boy
- Oméga : Planète Invisible
- Opération Nemo
- Orbital Mission
- Oxphar

## P
- Panique atomique chez Novasprites
- Passagers du vent, Les
- Passagers du vent II, Les
- Penggo (Version Titus)
- Peter Pan
- Pilot
- Pingo
- Planète bleue ne répond plus, La
- Planète inconnue, La
- Planète morte
- Plymouth-Newport
- Pock
- Poker
- Politik Poker
- Politique économique
- Pop-pop
- Portland
- Poséidon
- Pour 20 millions de dollars
- Poussball
- Pousspan (pack)
- Princesse RIIM, La
- Prohibition
- Pulsar II
- PV 2000

## Q
- Qrisp
- Quad
- Quest
- Quiliquili

## R
- Raid sur la Manche
- Raid sur Ténéré
- Ranger 3
- Rantanplan : La Mascotte
- Régates
- Renaud : Marche à l'ombre
- Renegade
- Reverse
- Ripoux, Les
- Road Killer
- Robinson Crusoé
- Rodéo
- Roger et Paulo
- Romulus, Rome et moi
- Rotorwar
- Runway
- Runway II

## S
- San Pablo
- Sapiens
- Saphir
- Scalextric
- Scarfinger
- Scrontch
- Silent Service
- Slap Fight
- Sokoban
- Soleil noir
- Sorcery
- Sortilèges
- S.O.S. Space
- Space Game
- Space Racer
- Space Shuttle Simulator
- Space Tunnel
- Speedway
- Spindizzy
- Spix
- Sports d'été
- Stanley
- Startrek
- Stone Zone
- Stratac
- Super Androïdes
- Super Flippard
- Super Géodyssée
- Super Jimmie
- Super Tennis (1986, France Image Logiciel)
- Super Ski
- Super Skipper
- Sympuz

## T
- Taquin
- Tarot
- Télédomino
- Talisman d'Osiris, Le
- Temple de Quauhtli, Le
- Temps d'une Histoire, Le
- Tetris GD
- Tetris JB
- Tetris MA
- Tetris YR (Version de Yoann Riou qui reprend le design de la version Atari)
- Thesaurus
- Threshold
- Tic-Tac
- TNT
- Top Chrono
- Top Gun
- Torann Mission Blue 5
- Tout schuss
- Toutankhamon
- Traitement Bzzz
- Trap
- Trésor des Baskerville, Le
- Trésor des rats d'égout, Le
- Trésor du pirate, Le
- Tridi 444[1]
- Trivial Pursuit
- Troff
- Turbo Cup
- Turlogh de Penroth
- Tyrann

## U
- Usine infernale, L'

## V
- Vampire
- Vie et mort des dinosaures
- Vol Solo
- Votez pour moi

## W
- Wargame
- Way of the Tiger, The
- Wizball
- World War 3 (ou Third World War)
- Worm Madness (clone de Centipede)

## X
- X-Ray

## Y
- Yie Ar Kung-Fu II
- Yéti

## Z
- Zaptrak

- Haut – A
- B
- C
- D
- E
- F
- G
- H
- I
- J
- K
- L
- M
- N
- O
- P
- Q
- R
- S
- T
- U
- V
- W
- X
- Y
- Z